# Архангельская губерния
Арха́нгельская губе́рния — административная единица Российской империи, Российской республики и РСФСР (до 1929 года).
Губернский город — Архангельск.
Самая обширная губерния в Европейской России, занимала всю её северную часть от Финляндии до Урала, гранича на севере с Северным Ледовитым океаном и окружая Белое море. На территории Архангельской губернии находятся современные территории Мурманской области, Ненецкого автономного округа, северных частей Карелии, Архангельской области, Республики Коми.

## История

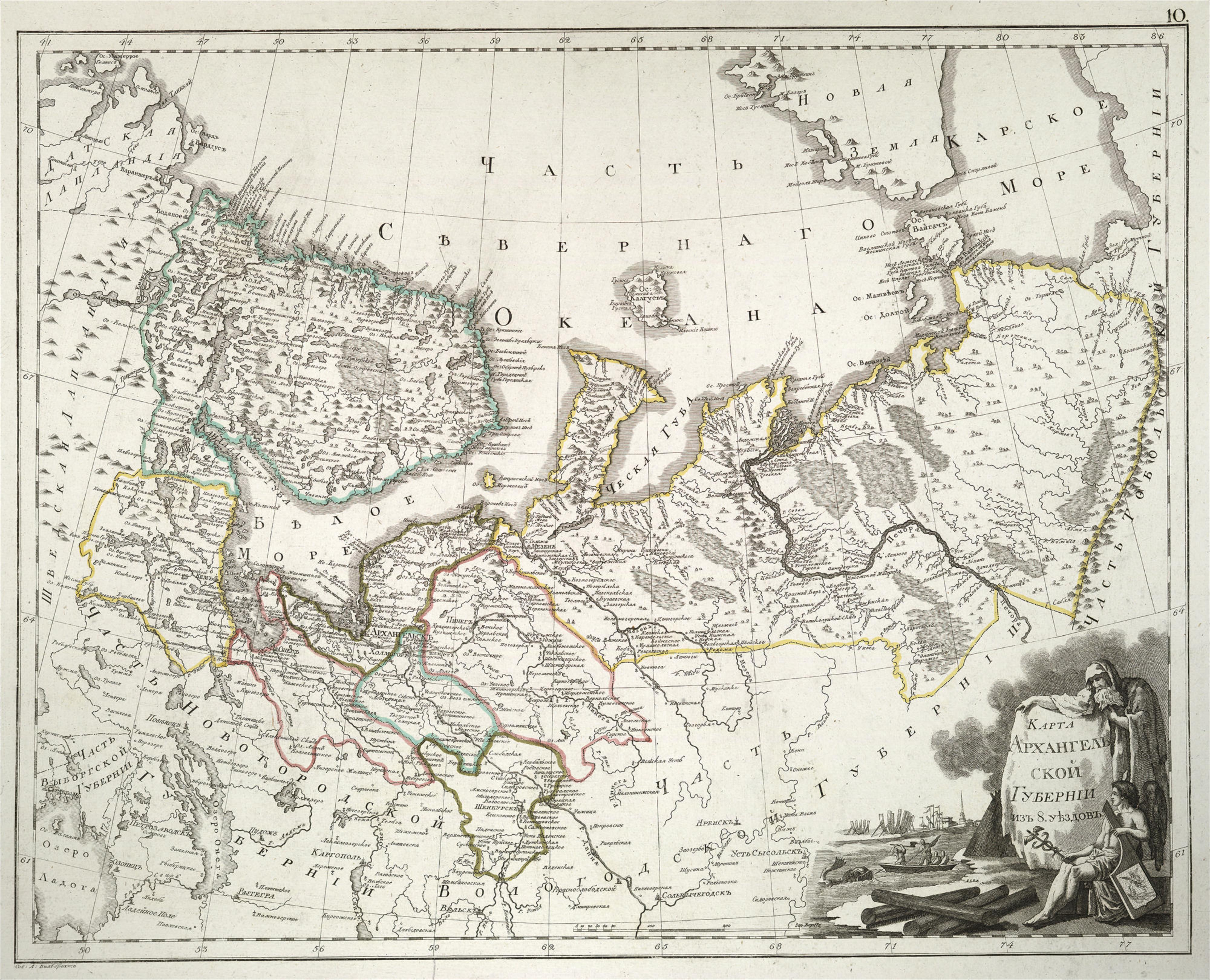
Уезды Архангельской губернии, 1800

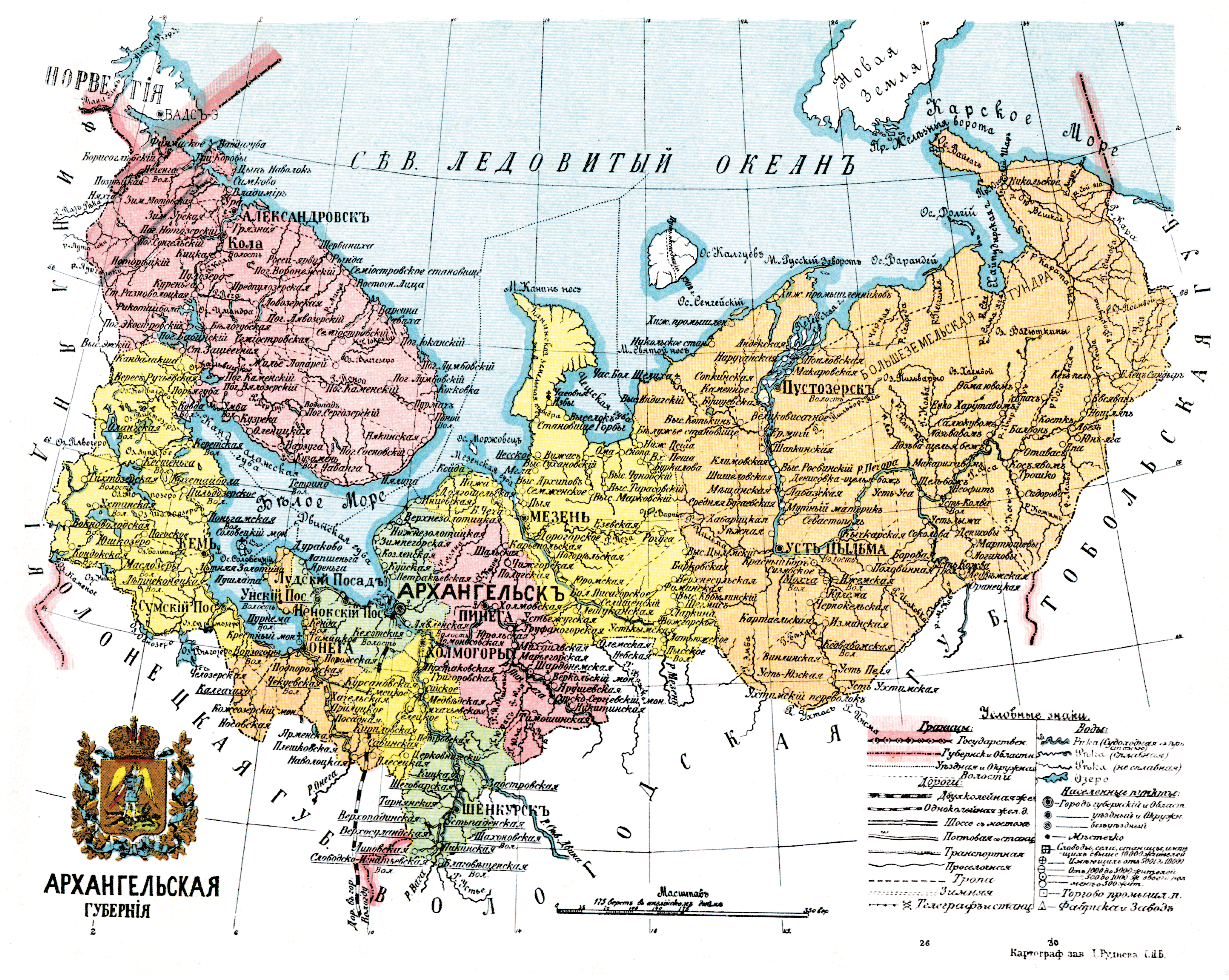
Архангельская губерния в 1914 году

Территория губернии первоначально входила в учреждённую в 1708 году Архангелогородскую губернию (одну из первых восьми губерний, на которые была разделена Россия в соответствии с новым административным устройством). С 1719 по 1775 год делилась на провинции: Архангелогородскую, Великоустюжскую, Вологодскую и Галицкую. 25 ноября 1780 года территории первых трёх в качестве областей вошли в Вологодское наместничество.
Указом Екатерины II от 26 марта 1784 года из Архангельской области Вологодского наместничества было выделено Архангельское наместничество. Указом Павла I от 12 декабря 1796 года оно было преобразовано в Архангельскую губернию.
Архангельская губерния была в числе регионов, получавших продовольственную помощь во время голода 1891—1892 годов.
В апреле 1918 года восемь северо-западных губерний — Петроградская, Новгородская, Псковская, Олонецкая, Архангельская, Вологодская, Череповецкая и Северодвинская — были объединены в Союз коммун Северной области, который уже в 1919 году был упразднён.
Из состава губернии в феврале 1918 был выделен Мурманский край как самостоятельная единица РСФСР. В июне того же года юго-восточные уезды губернии были переданы в состав новообразованной Северо-Двинской губернии. Во время интервенции пять волостей губернии в июне того же года объединились в Северо-Карельское государство. Под угрозой британского десанта в Архангельске в августе того же года советское правительство было эвакуировано из Архангельска и на части территорий губернии была установлена Северная область.
В ходе контрнаступления РККА все территории, в том числе сепаратные, были возвращены под контроль РСФСР к февралю-марту 1920 года. Архангельская губерния была установлена в границах прежней за вычетом территорий, отошедших Мурманской губернии, Северо-Двинской губернии. В дальнейшем (22.08.1921) из состава Архангельской губернии были выделены восточные территории, вошедшие в новообразованную АО Коми (Зырян). Губерния была упразднена 14.01.1929 года и вошла в состав новообразованного Северного края; 05.12.1936 он был разделён на Коми АССР и Северную область, последняя была 23.09.1937 разделена на Архангельскую и Вологодскую области.

## Герб

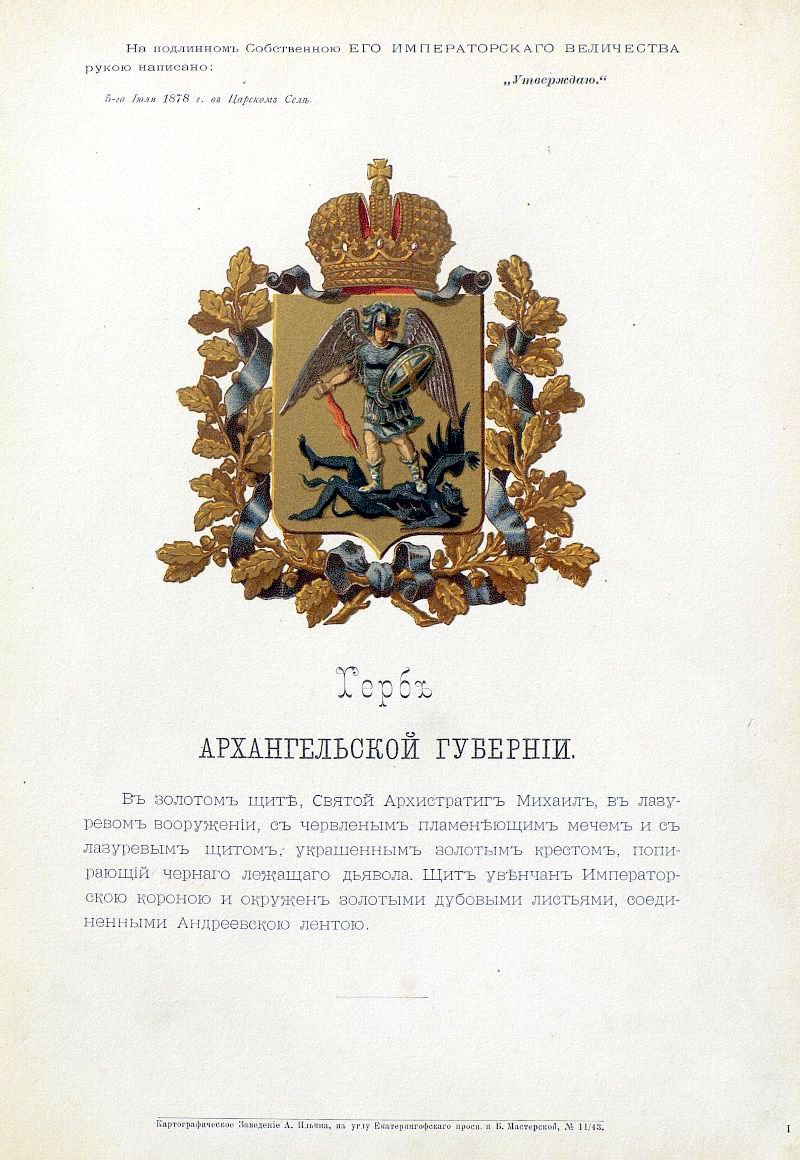
Герб губернии c официальным описанием, утверждённый Александром II (1878)

Герб Архангельской губернии, утверждённый 5 июля 1878 года: «В золотом щите, Святой Архистратиг Михаил, в лазуревом вооружении, с червлёным пламенеющим мечом и с лазуревым щитом, украшенным золотым крестом, попирающий чёрного лежащего дьявола. Щит увенчан Императорской короной и окружён золотыми дубовыми листьями, соединёнными Андреевской лентой».
Герб губернии является гласным.

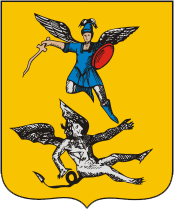
Герб губернии до 1857 года
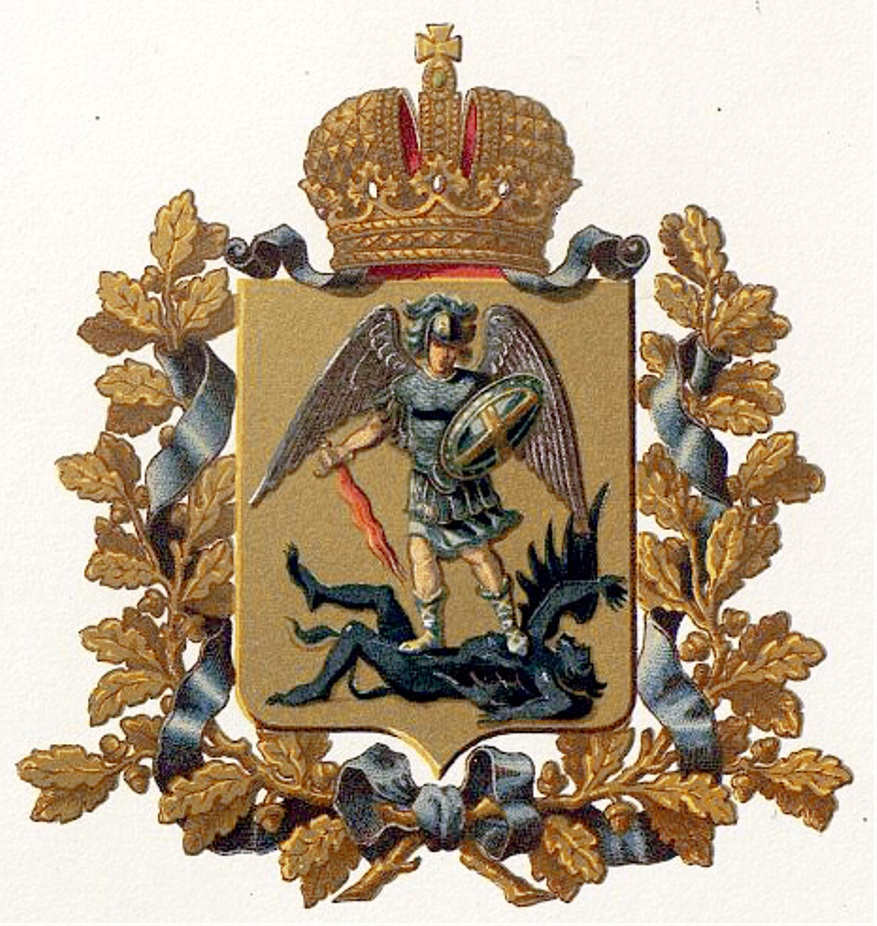
Официальный герб губернии (издательство МВД, 1880 год)
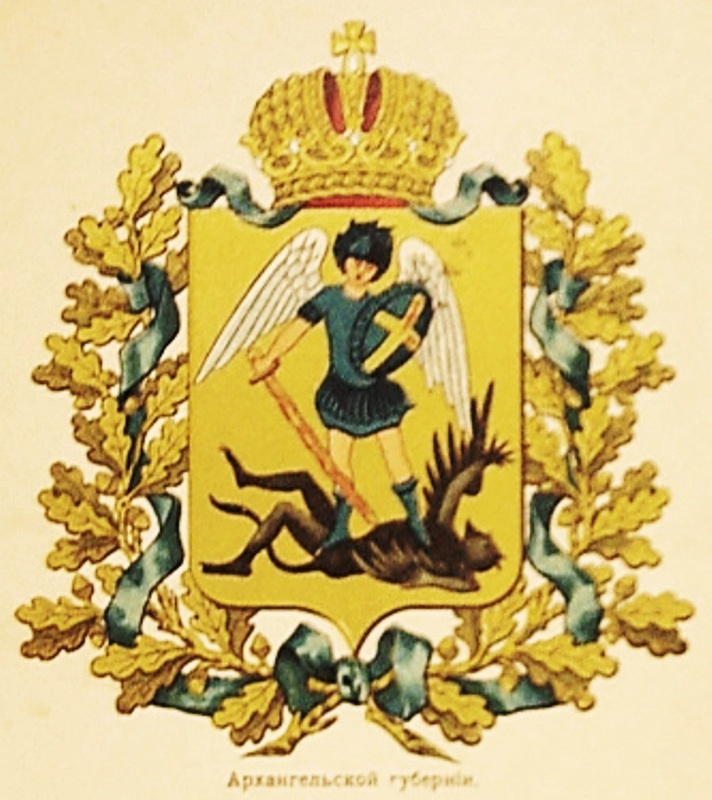
Неофициальный герб губернии (издательство Сукачова, 1878 год)
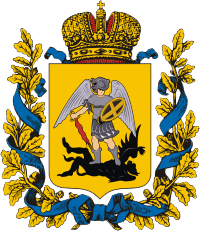
Современный рисунок герба губернии (2000-е годы)

## Административное деление
На 1796 год губерния делилась на 8 уездов: Кольский, Кемский, Онежский, Шенкурский, Холмогорский, Архангельский, Пинежский и Мезенский (перечислены с запада на восток).
2 декабря 1858 года был упразднён Кольский уезд (восстановлен 8 февраля 1883 года).
В 1899 году Кольский уезд был переименован в Александровский.

В 1891 году от Мезенского уезда отделена восточная часть, образовавшая Печорский уезд с центром в Усть-Цильме. К нему причислены так же острова Ледовитого океана — Новая Земля, Вайгач и др.. В 1899 году при Екатерининской гавани Ледовитого океана основан новый портовый город Александровск, куда переведены уездные учреждения из города Колы, а Кольский уезд был переименован в Александровский.

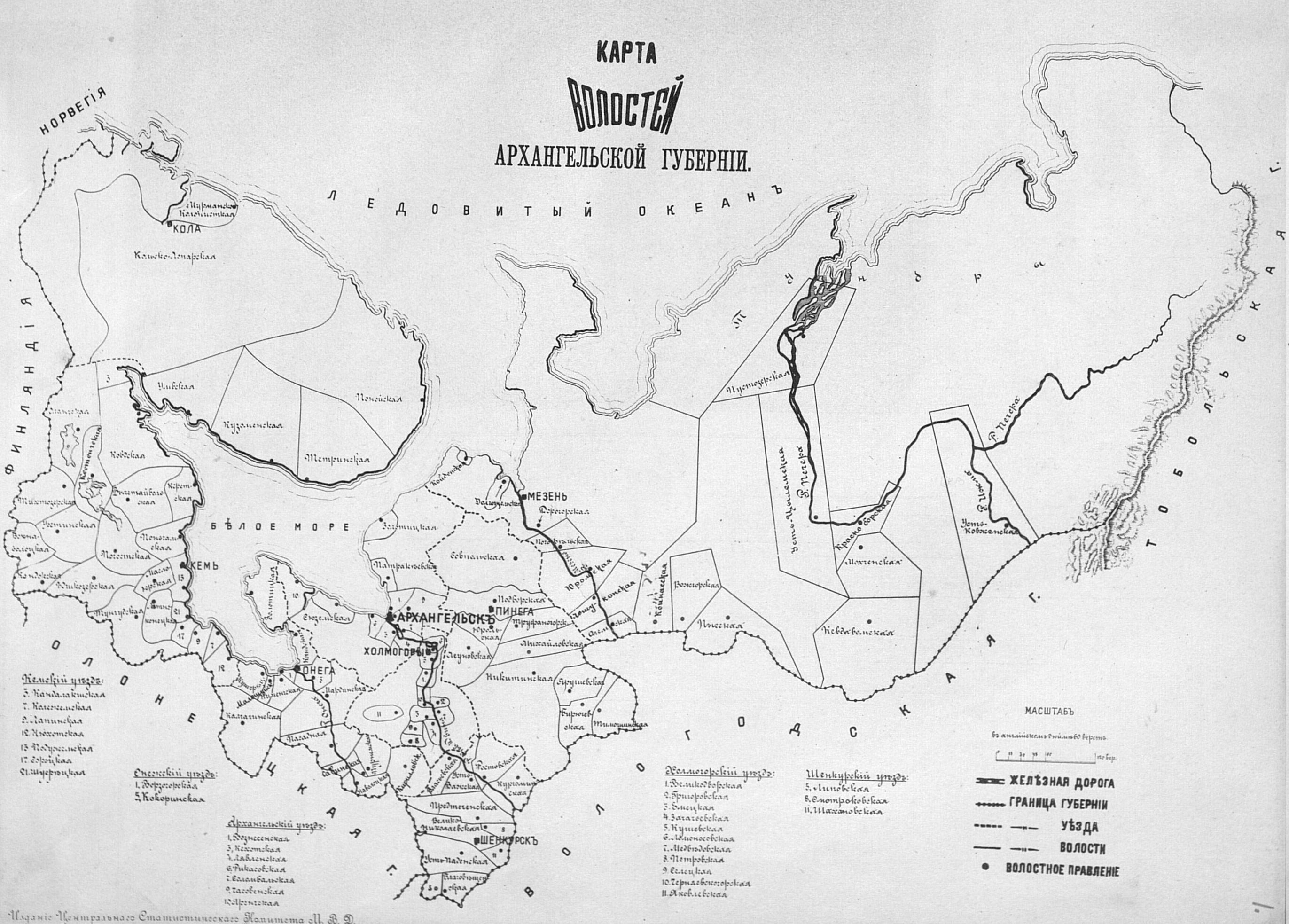
Волости Архангельской губернии

В 1903 году административное деление губернии имело следующий вид:
| № п/п | Уезд                       | Уездный город             | Герб уездного города | Площадь, кв.вёрст | Население (1903), чел. |
| ----- | -------------------------- | ------------------------- | -------------------- | ----------------- | ---------------------- |
| 1     | Александровский (Кольский) | Александровск (524 чел.)  |                      | 136 378           | 9 827                  |
| 2     | Архангельский              | Архангельск (20 882 чел.) |                      | 27 224            | 64 463                 |
| 3     | Кемский                    | Кемь (2 447 чел.)         |                      | 39 962            | 39 286                 |
| 4     | Мезенский                  | Мезень (1 847 чел.)       |                      | 94 310            | 27 046                 |
| 5     | Онежский                   | Онега (2 541 чел.)        |                      | 25 403            | 42 550                 |
| 6     | Печорский                  | Усть-Цильма (2 114 чел.)  |                      | 353 180           | 38 088                 |
| 7     | Пинежский                  | Пинега (994 чел.)         |                      | 42 364            | 31 614                 |
| 8     | Холмогорский               | Холмогоры (1 112 чел.)    |                      | 14 731            | 39 672                 |
| 9     | Шенкурский                 | Шенкурск (1 492 чел.)     |                      | 21 900            | 83 580                 |

В 1918 году из состава губернии выделен в качестве самостоятельной единицы РСФСР Мурманский край, а восточные волости переданы новообразованной Северо-Двинской губернии. В том же году образован Усть-Вашский уезд.
14 октября 1920 года Печенгская волость Александровского уезда была передана Финляндии.
В 1921 Александровский уезд преобразован в отдельную Мурманскую губернию; в те же годы Кемский уезд отошёл к Карельской трудовой коммуне, а часть Печорского — к Автономной области Коми (Зырян).
В 1922 году был упразднён Усть-Вашский уезд, а Холмогорский уезд был переименован в Емецкий уезд (упразднён в 1925 году). В 1927 году был упразднён Пинежский уезд.
В 1929 году при ликвидации губернии были ликвидированы и все её уезды.

## География

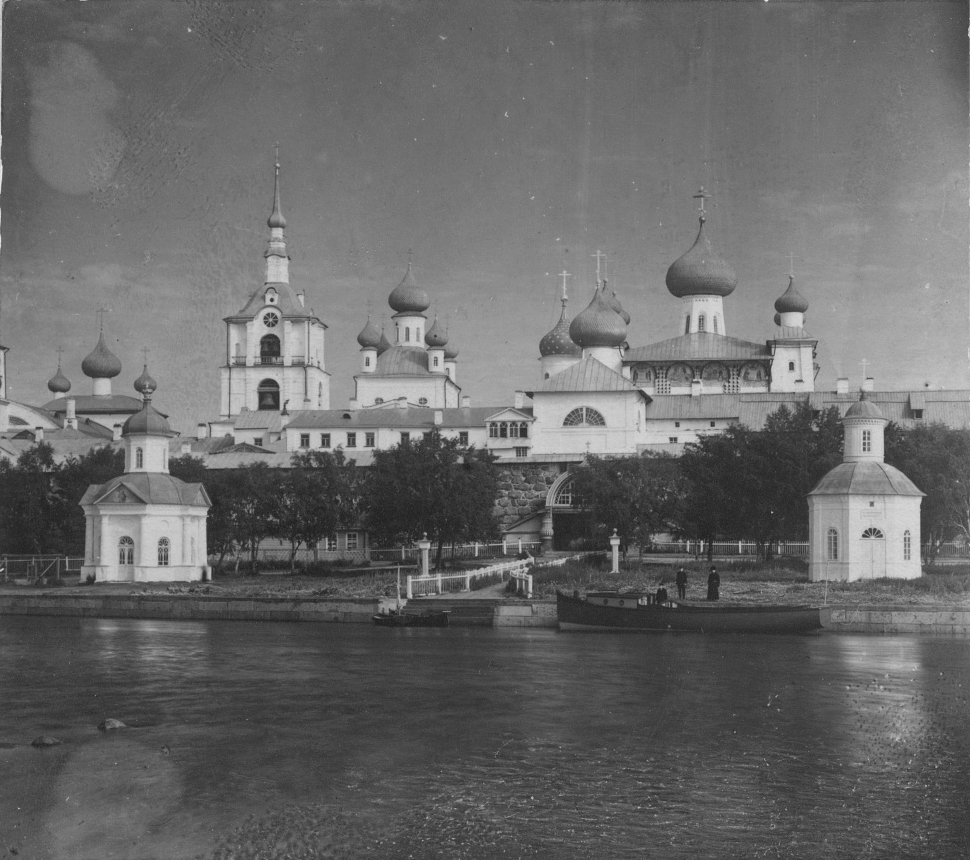
Архангельская губерния, Кемский уезд, Соловецкий монастырь. Троицкий собор с юга,1905-1915

Площадь — 740347 кв. вёрст, жителей — 315730, уездов — 8: с запада на восток идут — Кольский, Кемский, Онежский, Шенкурский, Холмогорский, Архангельский, Пинежский и Мезенский. На огромном пространстве губернии поверхность очень разнообразна, причём можно вообще заметить, что средняя часть губернии довольно ровна, а на западе и востоке, особенно же на северо-западе и северо-востоке, встречаются довольно высокие горы. Если в этом отношении северо-западные и северо-восточные части губернии сходны, то в других — различие большое.
На северо-востоке проходят три кряжа гор: Уральский, составляющий границу с Тобольской губернии и между полярным кругом и 68° с. ш., имеющий несколько вершин более 1300 м, а Пай-Яр даже 1420 м. От Урала отделяется и идёт в северо-западном направлении хребет Пай-Хой на пространстве 200 вёрст и оканчивается у Югорского шара. Его высота несколько менее, чем Северного Урала. Третий, менее высокий Тиманский хребет входит в Архангельскую губернию из Вологодской, он оканчивается у Чёсской (Чёшской) губы Белого моря и не выше 400 м. Он служит вообще водоразделом систем Печоры и Мезени, но река Цильма пробивается через него, впадая затем в Печору.
В этом северо-восточном углу губернии распространены юрские отложения; она не лишена и минеральных богатств, так на реке Цильма есть серебросвинцовые руды, на Ухте сланец доманик, пропитанный нефтью. Особенно богатым считается Тиманский кряж, куда в 1889 году снаряжена была экспедиция министерством государственных имуществ.
Печора протекает по губернии на протяжении около 800 километров и судоходна. Кроме Цыльмы, принимает справа Уссу, слева Ижму. Средняя часть губернии вообще довольно ровная, здесь преобладают древние осадочные отложения. Девонская формация входит широкой полосой из Олонецкой губернии, проходит по Онежскому и Архангельскому уездам до восточного (зимнего) берега Белого моря, потом переходит и на западный Терский берег. Южнее идёт более узкой полосой каменноугольная формация, по Холмогорскому и Пинежскому уезду к устью Мезени, а в Шенкурском уезде восточной части Пинеги и чрез реку Мезень до реки Пёза встречаются пермские отложения. Эта средняя, более узкая часть губернии (так как Белое море вдаётся глубоко в материк) прорезана тремя большими судоходными реками, текущими с юга на север и впадающими в Белое море: Онегой, протекающей по губернии на 200 километров, Северной Двиной на пространстве 400 и Мезенью на 400 километров. Северная Двина в пределах губернии принимает справа Пинегу, слева Вагу, и на ней производится оживлённое пароходство, по берегам её сосредоточена большая часть населения губернии.
Совершенно иные условия в западной части губернии, в уезде Кемском, между Белым морем и границами Финляндии и Кольским полуостровом, между северной частью Белого моря и Ледовитым океаном. Уже в Кемском уезде местность очень неровная, пересечённая, во многом сходная с северной Финляндией, а внутри Лапландского полуострова есть настоящие горы — Хибины и Чауны-тундры и другие. Здесь встречаются выходы гнейсов, гранитов, диоритов, порфиров и разных других кристаллических пород, разбросанных в громадном количестве в виде валунов на Кольском и Кемском полуостровах. Вообще эту местность можно считать классической страной древних ледников и ледяных покровов. Кроме валунов и мелких ледниковых наносов, встречаются в изобилии округлённые и выглаженные льдом скалы (бараньи лбы), затем ледниковые борозды и так далее. Благодаря нагромождению ледниковых наносов здесь образовалось множество озёрных котловин, здешние озёра, особенно Имандра, по величине больше других озёр Европейской России, кроме Ладожского и Онежского. Реки все порожисты. Это, так сказать, реки в зачатке, состоящие из озеровидных расширений и порогов или водопадов. Кольский полуостров — нагорье средней высотой около 300—350 м, над которым, особенно около озера Имандра, поднимаются настоящие горы, так, Хибины-тундры, высшая вершина которых 920 м, Чауны-тундры до 850 м и Салми-тундры до 1000 м.
Тундрами здесь, в отличие от восточной части губернии, называются скалистые горы, вершины которых лишены лесов, вараками — горы, покрытые доверху лесом. На Хибинских тундрах лес растёт до высоты 400 метров. Климат Архангельской губернии суров, но не везде, на крайнем северо-западе губернии зима далеко не холодна, открытое море не замерзает, не бывает на нём и крупного плавучего льда, вероятно, и самый холодный месяц имеет температуру не ниже −7°, то есть близкую к соседнему норвежскому городу Вардё. Внутри страны зима становится гораздо холоднее, вообще мурманская зима так тепла, как на северном берегу Азовского моря. Иное дело весна и лето — в эти времена года море имеет охлаждающее влияние на температуру и лесная растительность не встречается на прибрежной полосе, а лишь в некотором отдалении от моря, за исключением лишь южной части Белого моря. На последнем образуется много льда, и оно имеет большое влияние на охлаждение температуры весны и лета. На Кольском полуострове лесная растительность в защите от морских ветров доходит до 69° с. ш., и притом сосны и берёзы рослые, не приближающиеся к карликовым деревьям (сланцам). В средней и восточной части губернии лесная растительность далеко не доходит до такой широты: так на полуострове Канин крупный лес до 67 ½° (ель), а на Печоре до той же широты доходит лиственница.
В среднюю часть губернии проникают некоторые сибирские деревья, которых нет в лесах далее на юге и западе, например: лиственница, пихта, сибирский кедр. Для многих растений запада Белое море и Онежское озеро составляют предел распространения. Наконец, стоит упомянуть о нахождении в Шенкурском и Холмогорском уезде некоторых растений чернозёма, как чёрной ольхи. В Архангельской губернии проходят и пределы распространения некоторых важных культурных растений, причём, как справедливо заметил профессор Бекетов, наш Север ещё так мало населён, что нынешние пределы возделывания отнюдь не составляют ещё климатических пределов. Он же полагает, ссылаясь на пример Норвегии, что где растёт высокоствольный лес, там возможно и возделывание ячменя. У нас до последнего времени ячмень далеко не доходил до таких широт, и на Кольском полуострове он не сеялся, но в последнее время возделывается с успехом под 68 ½° с. ш., в 15 вёрстах от Колы. К востоку от Белого моря ячмень сеют близ Мезени (65 ¾° с. ш.), а на Печоре, где лето суровее, чем на Двине, под той же широтой, до 64° с. ш. Рожь сеется ещё в Архангельском уезде до 65° с. ш., и были уже попытки возделывать её за полярным кругом на Кольском полуострове.

## Климат
Средние температуры:
|                              | Широта | Год     | Январь | Апрель | Июль    | Октябрь |
| ---------------------------- | ------ | ------- | ------ | ------ | ------- | ------- |
| Вардё (сев. Норвегия)        | 70½°   | 0,8-6,0 | −1,6   | 8,9    | 1,4     |         |
| Муониониска (сев. Финляндия) | 68° *) | −2,7    | −17,8  | −3,6   | 14,0    | −2,7    |
| Орловский маяк               | 67°    | −2,5    | −12,2  | −4,5   | 8,6-0,4 |         |
| Кемь                         | 65°    | 0,9     | −11,3  | −0,4   | 14,8    | 1,5     |
| Архангельск                  | 64½°   | 0,4     | −13,6  | −1,0   | 15,9    | 1,5     |

*) 300 м над уровнем моря.
Сравнение Орловского маяка в северной части Белого моря с Вардё показывает, насколько климат теплее у берегов океана. На Печоре, к сожалению, хотя и есть наблюдения в одном месте, но не опубликованы.
Дождя и снега в Архангельской губернии выпадает менее, чем в Средней России, но его более чем достаточно для земледелия, которое страдает не от засухи, а от ранних и поздних морозов, иногда совершенно уничтожающих жатву. В Архангельске в год выпадает — 396, в Кеми — 359, в Коле — 201 мм, всего более в августе, затем в июле. Осенью осадков менее, но дождливые дни чаще; уже в сентябре ненастье продолжается нередко много дней сряду. Весна суше осени, более ясных дней.

## Экономика

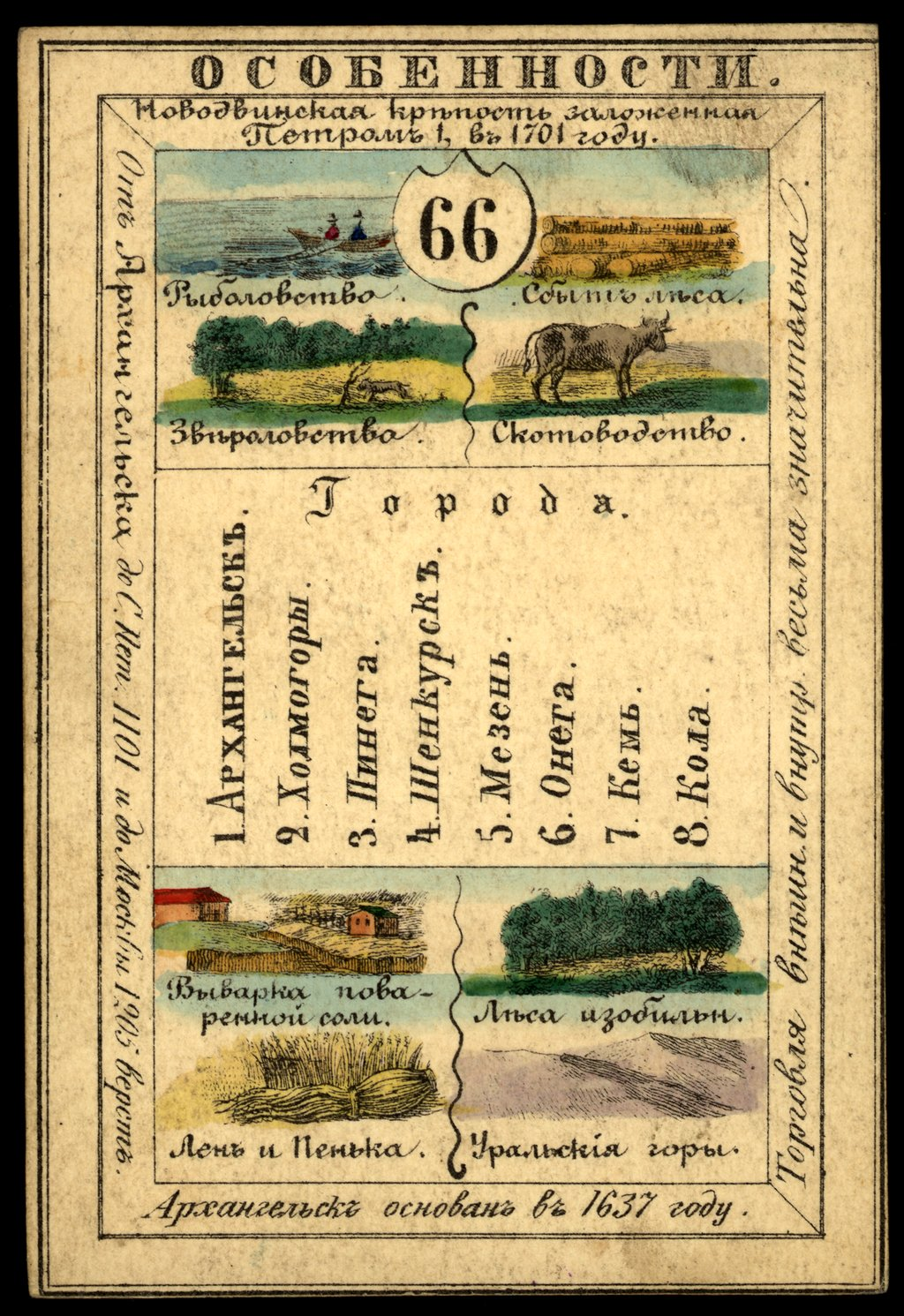
Открытка из сувенирного набора 1856 года

К 1830 году по уровню промышленного производства Архангельская губерния занимает 30-е место из 52 губерний страны. В 1868 году в Архангельской губернии свыше 1900 промышленных предприятий вместе с кустарными (свыше 5 тысяч рабочих), в 1913 году — около 3900 (свыше 28 тысяч рабочих). Широко распространено отходничество (в 1845 году около 20 тысяч отходников, в 1915 — около 60 тысяч).
Издавна установилось и до сих пор ведётся огневое, или лядинное хозяйство, то есть выжигание леса для получения двух, трёх урожаев хлеба, после чего пашня оставляется и снова зарастает лесом. В Архангельской губернии почти нет частной земельной собственности, земля принадлежит казне, а в Шенкурском уезде имеются и большие удельные имения. В зависимости от взгляда казённого и удельного управления на леса и пользование ими — находится участь населения. Нередко ввиду сбережения лесов до крайности сменялось пользование ими для лядин и смолокурения, между тем как лучшие знатоки края, например, Н. Я. Данилевский, доказывали, что край так малонаселён, что достаточно только заботиться о сохранении строевых и корабельных лесов и лесов на прибрежьях больших рек. Постоянных пашен даже в средних уездах губ. очень мало, не только сравнительно с общим пространством, но и с пространством лугов, и благодаря этому они хорошо удобрены и дают довольно высокие средние урожаи. Всего более хлеба сеется в Шенкурском уезде, а по Северной Двине, особенно в Холмогорском, тянутся превосходные заливные луга и содержится холмогорская порода рогатого скота, известная своей молочностью; отсюда животные вывозятся на продажу в Петербург. Население средних и южных уездов Архангельской губернии по преимуществу русское, потомки новгородцев, люди деятельные и предприимчивые, живущие лучше населения средних губерний. Особенно просторны и чисты жилища. Рыбные и звериные промыслы играют значительную роль лишь в Архангельском уезде, но рыбы, особенно трески с Белого моря, потребляется везде много. Из инородцев здесь обитают: 1) заволоцкая чудь, финское племя, жившее здесь до прихода русских. Они теперь смешались с русским населением в уезде Архангельском, Холмогорском и Пинежском. Вообще, чем дальше удаляться от больших рек, тем более примесь чуди, 2) иностранцы и инородцы, живущие в г. Архангельске и с. Соломбале, у устья Двины — недавние пришельцы, обыкновенно не живущие долго в крае. Западная часть Мезенского уезда, по реке Мезени — составляет до некоторой степени переход к Печорскому краю, где земледелие очень ненадёжно, а важнее — лесные промыслы (сплавы и пилка леса), особенно рыбные и звериные, не только местные, но и отхожие на острове Колгуев и даже Новую Землю. Кроме русских, в Мезенском уезде живут зыряне, как около Мезени, так и на Печоре, а самоеды кочуют везде на севере уезда за пределами лесов. Большая восточная часть Мезенского уезда, обширный и малолюдный Печорский край, так мало связана с остальной частью губернии, что уже идёт речь об устройстве особого Печорского уезда из частей Архангельской, Вологодской и Пермской губернии с причислением его к Пермской. Действительно, из Чердынского уезда Пермской губернии идёт торговый путь на Печору, куда с Камы привозится хлеб, а оттуда вывозятся замши, оленьи меха, языки и рыба. На Печоре земледелие незначительно, жители занимаются рыбными промыслами по всей реке и её притокам, а звериными — в её устье и на соседних островках, — также рубкой и сплавом леса, оленеводством, выделкой замши и оленьих мехов. Оленеводство — коренной промысел самоедов, кочующих по обе стороны Нижней Печоры в Большеземельской, Малоземельской и Канинской тундрах, но теперь русские и зыряне всё более овладевают этим промыслом, снабжая самоедов разными товарами и получая расплату оленями. Охота на пушных зверей и дичь также доставляет хороший заработок. Она имеет значение и для жителей средних и южных уезддов. Русские живут в низовьях Печоры и её притоков, в волостях Пустозерской и Усть-Цилемской (в последней почти исключительно раскольники), а зыряне — выше по реке, особенно в Ижемской волости. В последние годы было много изысканий дорог через Урал из области Оби в область Печоры, была речь о проведении железной дороги, которая открыла бы удобный путь для вывоза сибирского сырья. Пока проложена лишь тропа, по которой купец Сибиряков доставляет небольшое количество хлеба.
Западные уезды губернии находятся в особых условиях: рыбные и звериные промыслы имеют огромное значение для населения, а хлебопашество незначительно, лесные промыслы — слабо развиты и то лишь в южной части. Внутри Кемского уезда живут корелы, финское племя. Они занимаются хлебопашеством, кузнечным делом, между прочим приготовлением ружей, отхожими рыбными и звериными промыслами и живут в нищете. Русские, т. н. поморы, потомки новгородцев, живут по берегу моря и низовьям рек, от границ Онежского уезда до Кандалакши, и исключительно занимаются рыбными и звериными промыслами. В речках ловится сёмга, но в небольшом количестве, гораздо важнее лов сёмги, наваги и трески в Белом море, особенно в Кандалакском заливе, а важнее всего рыбные и звериные промыслы на Мурманском берегу Ледовитого океана (см. Мурман). Движение на Мурмане начинается уже в феврале, причём приходится пройти до 500 вёрст по необитаемой местности. Главная статья здесь лов трески. Она идёт в Архангельск, а оттуда развозится по всей губернии и соседним. Кроме трески русского улова, поморы привозят и норвежскую, вымениваемую ими на хлеб в портах северной Норвегии. Открытое море и прекрасные гавани Мурманского берега, обилие рыбы и морского зверя заставили в последнее время подумать о колонизации этого края. Здесь издавна было русское поселение — Кола, а теперь по берегу устроено несколько т. н. колоний, населённых русскими, финнами (из Финляндии) и норвежцами, но населения всё-таки очень мало, и местность оживляется лишь летом, с приходом поморов, когда идёт ловля, соление и сушка рыбы, вытапливание трескового жира и т. д. Есть один китоловный завод в Арагубе. Недавно на самой границе Норвегии устроен Трифоно-Печенгский монастырь. На Лапландском полуострове кочуют лопари со своими оленями, иные занимаются и рыболовством. Все уже давно православные. Русские проникли на территорию Заволочья, по крайней мере, с XI века — то были новгородские ушкуйники, плававшие на Онегу и Двину, а оттуда на Мезень и Печору. Позже в числе владений Великого Новгорода была Двинская земля, где новгородцы прочно основались. После покорения Новгорода московским государем, воеводы покорили Югорский край, то есть восточную часть Архангельской губернии. В 1553 году английский капитан Ричард Ченслер вошёл впервые в Северную Двину. В 1584 году был основан Архангельск и стал вести значительную торговлю с Англией и Голландией. В 1703 году Пётр Великий, ревнуя о своём Петербурге, почти совершенно прекратил торговлю Архангельска, но позже она опять развилась (см. Белое море), а в последнее время упала вследствие дурных путей сообщения. Для оживления торговли и прокормления населения была необходима Вятско-Двинская железная дорога.
До начала XX века сообщение с центральными районами Империи было затруднено вследствие малого числа путей и способов сообщения. В 1858 году открыто регулярное пароходное сообщение по Северной Двине, в конце XIX века — по Онеге и Мезени. В 1899 году построена железная дорога «Пермь — Вятка — Котлас» (для вывоза сибирского хлеба). В 1898 году после 3-х лет строительства был открыта узкоколейная железнодорожная линия «Вологда — Архангельск»; из Вологды в центральные губернии проложена была колея обычной ширины, вследствие чего в Вологде происходила пересадка пассажиров и грузов, что задерживало сообщение. Однако ветка не входила в город, оканчиваясь не левом берегу Северной Двины, вследствие чего последний участок пути приходилось преодолевать на пароходе либо пароме (летом) или санях (зимой); в периоды ледохода и ледостава связь с городом обрывалась. В связи с началом в 1914 году Первой мировой войны и быстрой блокадой южных портов Империи резко возросла нагрузка на порт и транспортный узел Архангельска. Для её снижения на левом берегу Северной Двины за о. Окуловская Кошка был заложен порт Бакарица, а в 25 верстах севернее города, у слияния рек Северной Двины и Кузнечихи, был заложен аванпорт Экономия. Одновременно была начата перешивка на широкую колею ранее существующей узкоколейки «Вологда — Архангельск», затянувшаяся до 1916 года. Ветка, однако, по-прежнему оканчивалась на левом берегу; постоянных мостов, тем более разводных и железнодорожных, через Северную Двину ещё не существовало. В связи с этими причинами в 1915 году была заложена железнодородная ветка в Ростов-на-Мурмане, расположенный на берегу незамерзающего Кольского залива.
Во внутренние губернии России Архангельск отпускает: сёмгу и треску, замшу, оленьи и другие меха, тюлений и тресковый жир, дичь, а за границу — строевой лес, смолу, хлеб и льняное семя. В последние годы несколько оживился каботаж между Архангельском и особенно портами Мурманского берега и Петербургом. Все порты губернии привозят товаров на 1385000 руб., отпускают на 6954 тонн, около 85 % вывозной торговли приходится на Архангельск, лес и смола составляют 59 % отпуска, овёс 14 %, лён, кудель и пакля 19 %, ржаная мука 8 %, оборот 5 главных ярмарок составляет 2500000 руб. Губернских средних учебных заведений (кроме городских и мореходных) — 7, с 997 учениками, городских и ремесленных — 8, с 321 учениками, шкиперских и мореходных — 6, с 164 учениками, начальных и приходских — 153, с 8470 учениками. За 10 лет 1877—1886 среднее ежегодное число рождений было 12603, смертей — 8578, перевес рождений — 4025, то есть около 1,3 % населения.
Скота в 1902 г. в губернии было голов: лошадей — 57672, крупного рогатого — 118798, овец — 144467, оленей — 393511 (последние — почти исключительно у самоедов Печорского уезда). Фабрик и заводов в 1902 г. было 4506, с 19865 рабоч. и производством на 14111000 руб.; из них 33 завода лесопильные производили на 11940000 руб.; более значительные заводы в Архангельске и его уезде (производ. на 8133000 руб.). Лесные материалы служат и главным предметом отпускной торговли губернии; в 1902 г. их отправлено за границу морем на 12,5 млн руб., что составляет 82 % стоимости всего отпуска. Учебных заведений (1902) 451, с 18316 учащимися, в том числе начальных и школ грамоты 429, с 16132 уч.; остальные — средние и профессиональные. Больниц 15 на 272 кровати, приёмных покоев 35 на 127 кроватей, врачей 32, низшего медиц. персонала 155.
Повинности и доходы казны с Архангельской губернии, в 1902 г. поступило государственных и земских сборов 724594 руб., акциза и от продажи казённых питей — 1931593 руб., натуральные повинности оценены в 146847 руб.; городских доходов — 386212 руб. (в том числе по г. Архангельску — 338348 руб.).
В недоимке к 1903 г. оставалось: государственных и земских сборов — 19652 руб., городских — 28242 руб. Расходы городов — 379840 руб. (г. Архангельска — 331754 руб.). В последнее время много сделано по исследованию губернии, особенно по изучению Мурмана, о-ва Колгуева (1903) и Печорского края (1904).
Аграрная реформе Столыпина (начиная с 1906 года) не имела успеха в Архангельской губернии. Так, в Шенкурском уезде выделилось из общин менее 2 % от общего числа крестьянских домохозяйств (в среднем по России — 10,6 %). Около четверти крестьянских дворов были безлошадными и не имели сельскохозяйственного инвентаря. Главными орудиями труда оставались являлись соха и деревянная борона — первый плуг в Архангельской губернии появился в 1910 году. Перед первой мировой войной из 44 лесопильных завода в Архангельской губернии 26 принадлежали иностранцам. Количество рабочих-лесопилыциков увеличилось с 1893 года по 1913 год почти в 10 раз — с 2052 чел. до 19748 человек. На каждую тысячу рабочих приходилось 45,5 несчастных случаев в год — втрое выше, чем в среднем по России.
Сельское хозяйство губернии по первым послереволюционным оценкам представлено следующим образом. Земель, пригодных для с/х целей без предварительной мелиорации на территории губернии насчитывалось 288,659 тыс.дес., из которых пашен — 80,850 тыс.дес., лугов — 194,809 тыс.дес., выгонов — 13,0 тыс. дес.; при пересчёте на 1 хозяйство приходится усреднённо 1,23 дес. пашни и 2,98 дес. лугов (при усреднённых показателях по европейским губерниям РСФСР в 3,0 и 0,85 соответственно). Таким образом, основным направлением с/х губернии признавалось животноводство. По данным с/х переписи 1917 года, на 100 душ губернии приходилось 43 головы КРС, тогда как в остальных губерниях этот показатель составлял 34. Второе место в животноводстве после разведения КРС играло оленеводство, распространённое в крайне северных регионах; в Тимавской и Канинской тундрах поголовье северных оленей оценивалось в 500 тыс. голов. Ввиду отсутствия дорожно-транспортной сети значительную роль играло коневодство: на 100 дес. пашни насчитывалось 98 лошадей, тогда как в среднем по стране — 28. Посевная площадь губернии не превышала 57 тыс. дес. (под огородничеством — 700 десятин), с которых за год собиралось: 1,7 млн.пуд. продовольственного хлеба, 120 тыс.пуд. овса, 2,3 млн.пуд. картофеля, 500 тыс.пуд. овощей и продуктов льноводства. Вследствие этого собственная продукция обеспечивала приблизительно 40 % от потребности в хлебных продуктах, остальное закупалось в соседних губерниях. С учётом климатических особенностей, зерновые продукты собственного производства оценивались как «дороже привозных», вследствие чего зерновое хозяйство губернии в целом оценивалось как «второстепенная отрасль», «не имеющая будущего». Крупнейшим народным промыслом признавалось рыболовство (речное, озёрное, прибрежно-морское совокупно): за навигацию совершалось до 66 рейсов с 7100 траллениями, за которые добывалось 22,497 тыс.пуд. рыбы.
Значительная часть губернии занята болотами: в среднем 48,6 % площади занимают те или иные виды болот (27,9 % — переходные, то есть поросшие нетоварным лесом и 20,7 % — чистые, то есть моховые). При этом следующие по заболоченности губернии — Олонецкая и Минская — были покрыты болотами лишь на 31 % и 23 % соответственно. Леса занимают более половины площади, а если исключить северные тундры, где лес не растёт по климатическим условиям, то гораздо более половины, как видно из следующего сопоставления казённого леса в тысячах десятин:
| Уезды              | Общее пространство | Лесу  |
| ------------------ | ------------------ | ----- |
| Архангельский      | 2836               | 2575  |
| Кемский и Кольский | 18336              | 9706  |
| Мезенский          | 46540              | 21192 |
| Онежский           | 2646               | 2569  |
| Пинежский          | 4412               | 4831  |
| Холмогорский       | 1534               | 1540  |
| Шенкурский         | 2281               | 586   |

Пространства уездов и лесов очевидно неточны. Точно измерено только пространство корабельных лесов, которых 2 мил. 200 т. десятин. Лучшие породы: лиственница в восточных и сосна в средних и южных частях губернии. Лес в виде досок и брёвен вывозится за границу из Онеги, Архангельска, Мезени и устьев Печоры, то есть из мест, куда лес может быть доставлен дёшево по воде.
Другие лесные промыслы также играют большую роль в жизни Архангельской губернии, особенно смолокурение, всего более развитое в уездах: Шенкурском, Холмогорском и Пинежском. Смола доставляется для вывоза в Архангельский порт не только из Архангельской губернии, но и из северо-восточных уездов Вологодской. Затем можно ещё упомянуть о заготовке дров, особенно по притокам Сев. Двины, для г. Архангельска и пароходов, о выделке деревянной посуды и т. д.
Во всей средней и южной части губернии лес играет первенствующую роль — более 90 % пространства занято лесом. Человеческие поселения, поля и огороды составляют лишь небольшие островки в лесном море. Исключение составляют берега Северной Двины.

## Население

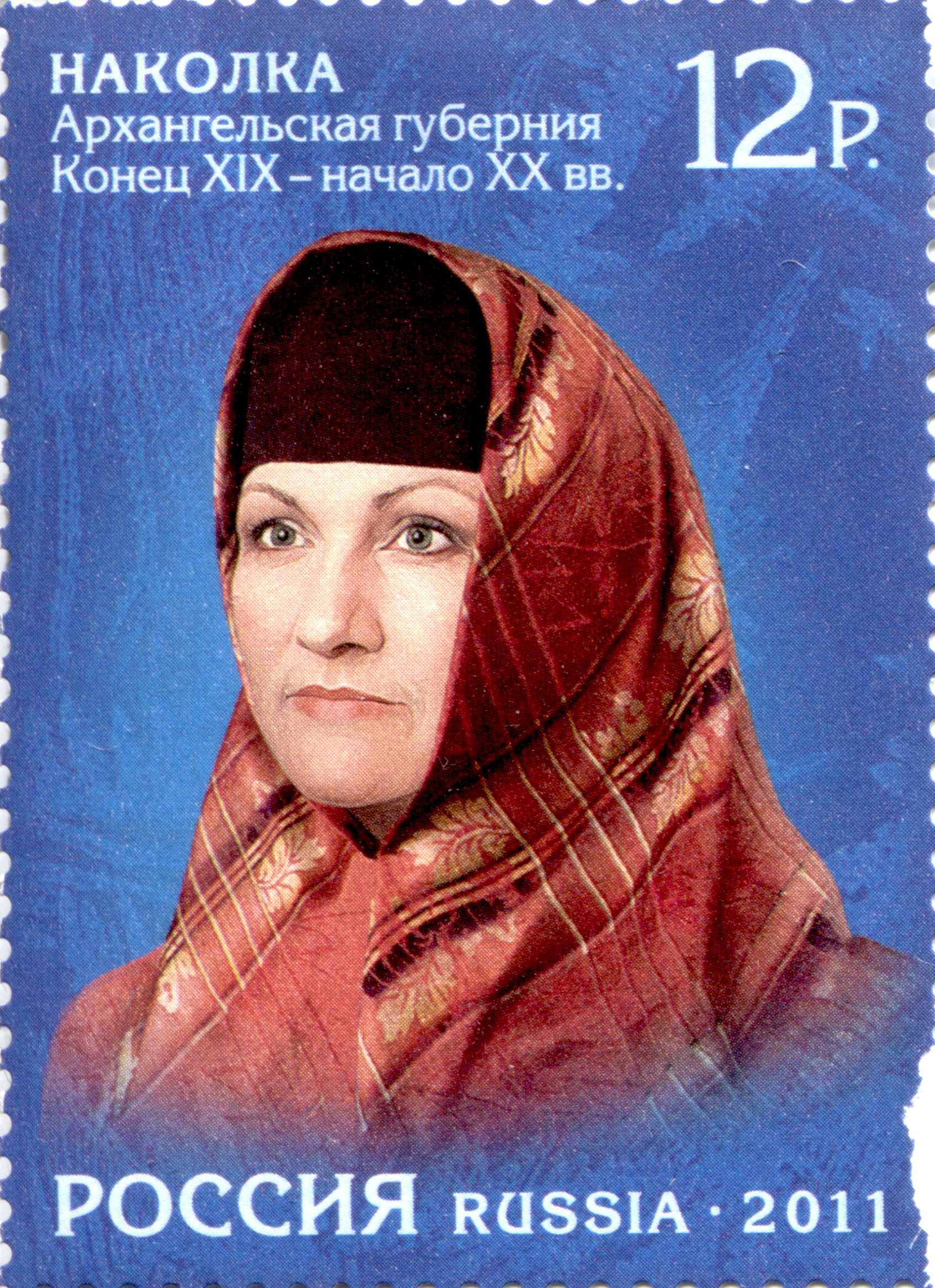
Головной убор «наколка». Конец XIX — начало XX вв. Марка серии «Культура народов России. Головные уборы Русского Севера»

В начале XVIII века общая численность населения около 100 тысяч человек, в середине XIX века — около 282 тысяч человек (в том числе государственные крестьяне 50,8 %, удельные — 16,9 %, мещане — 3,7 %, купечество 2,5 %, духовенство — 0,9 %, дворянство и чиновничество — 0,8 %).
На 1886 год население составляло 320 743 человек (155 030 мужчин и 165 713 женщин). Распределение по сословиям (1886 год): дворян и чиновников 0,66 %, духовенства 0,97 %, городских сословий 5,53 %, сельских сословий 84,66 %, военных сословий 5,15 %, иностранцев 0,08 %, инородцев 2,49 %, прочих 0,09 %, арестантов 0,37 %.
Жителей в Архангельской губернии к 1903 году было 376126, что составляет по 0,5 жителей на 1 кв. версту. Городского населения 33040 чел., сельского — 343086.
| Уезды           | Поверхность, кв. вёрст. | Население | Жителей на 1 кв. версту |
| --------------- | ----------------------- | --------- | ----------------------- |
| Архангельский   | 27224                   | 64463     | 2,4                     |
| Холмогорский    | 14731                   | 39672     | 2,7                     |
| Шенкурский      | 21900                   | 83580     | 3,8                     |
| Пинежский       | 42364                   | 31614     | 0,75                    |
| Мезенский       | 94310                   | 27046     | 0,3                     |
| Печорский       | 353180                  | 38088     | 0,1                     |
| Онежский        | 25403                   | 42550     | 1,7                     |
| Кемский         | 39962                   | 39286     | 1,0                     |
| Александровский | 136378                  | 9827      | 0,07                    |
| По губернии     | 755452                  | 376126    | 0,5                     |

Из городов один только Архангельск имеет 21 276 жит., остальные незначительны.

### Национальный состав
Национальный состав по переписи 1897 года:
| уезд               | русские («великороссы») | коми-зыряне | карелы | ненцы | норвежцы | финны  | саамы  |
| ------------------ | ----------------------- | ----------- | ------ | ----- | -------- | ------ | ------ |
| Губерния в целом   | 85,1 %                  | 6,7 %       | 5,6 %  | 1,1 % | …        | …      | …      |
| Архангельский уезд | 98,0 %                  | …           | …      | …     | …        | …      | …      |
| Кемский уезд       | 45,0 %                  | …           | 54,4 % | …     | …        | …      | …      |
| Кольский уезд      | 63,1 %                  | 1,3 %       | 2,8 %  | …     | 2,0 %    | 11,7 % | 18,7 % |
| Мезенский уезд     | 91,2 %                  | 4,4 %       | …      | 4,2 % | …        | …      | …      |
| Онежский уезд      | 99,6 %                  | …           | …      | …     | …        | …      | …      |
| Печорский уезд     | 29,2 %                  | 62,8 %      | …      | 7,9 % | …        | …      | …      |
| Пинежский уезд     | 99,8 %                  | …           | …      | …     | …        | …      | …      |
| Холмогорский уезд  | 99,8 %                  | …           | …      | …     | …        | …      | …      |
| Шенкурский уезд    | 99,6 %                  | …           | …      | …     | …        | …      | …      |

На 1903 год губерния занимала 842 531 км² (740 347 кв. вёрст), население составляло 376 126 жителей, плотность населения около 0,45 человека на 1 км².

## Руководители губернии
В соответствии с Указом императора Павла I от 12.12.1796 об образовании губернии из наместничества, прежние должности «наместника Архангельского» и «генерал-губернатора Олонецкого и Архангельского» были упразднены. Взамен них вводились должности гражданского и военного губернаторов.
Военному губернатору подчинялись войска, расположенные на территории губернии, а также гражданский губернатор (выведенный теперь из подчинения Сенату). С 01.06.1797 военному губернатору было вверено так же и управление гражданскими делами в губернии.
| Ф. И. О.                            | Титул, чин, звание                        | Время замещения должности |
| ----------------------------------- | ----------------------------------------- | ------------------------- |
| Ливен Иван Романович                | генерал-лейтенант (генерал от инфантерии) | 07.01.1797—06.04.1798     |
| Леццано Борис Борисович             | генерал-лейтенант                         | 06.04.1798—22.09.1798     |
| Лобанов-Ростовский Дмитрий Иванович | князь, генерал-лейтенант                  | 23.11.1799—07.11.1801     |
| Волконский Дмитрий Петрович         | князь, генерал от инфантерии              | 22.09.1798—28.12.1798     |
| Ливен Карл Андреевич                | граф, генерал-лейтенант                   | 28.12.1798—23.11.1799     |
| Беклешов Сергей Андреевич           | генерал-лейтенант                         | 02.01.1802—20.01.1803     |
| Ферстер Иван Иванович               | генерал-лейтенант                         | 20.01.1803—07.06.1807     |
| Спиридов Алексей Григорьевич        | адмирал                                   | 4.07.1811—13.11.1813      |

С 1807 года Архангельский военный губернатор стал так же и главным командиром Архангельского порта.
| Ф. И. О.                     | Титул, чин, звание           | Время замещения должности |
| ---------------------------- | ---------------------------- | ------------------------- |
| Дезин Мартин Петрович        | адмирал                      | 16.07.1807—19.04.1811     |
| Спиридов Алексей Григорьевич | адмирал                      | 19.04.1811—13.11.1813     |
| Клокачёв Алексей Федотович   | контр-адмирал (вице-адмирал) | 13.11.1813—17.03.1820     |

Указы Александра I возрождают должность генерал-губернатора, но расширенно: «генерал-губернатора Архангельского, Вологодского и Олонецкого».
| Ф. И. О.                   | Титул, чин, звание           | Время замещения должности |
| -------------------------- | ---------------------------- | ------------------------- |
| Клокачёв Алексей Федотович | вице-адмирал                 | 17.03.1820—02.01.1823     |
| Миницкий Степан Иванович   | генерал-майор (вице-адмирал) | 02.05.1823—18.04.1830     |

Начиная с указов Николай I, должность генерал-губернатора Архангельского, Вологодского и Олонецкого упраздняется и военные руководители губернии снова именуются военными губернаторами.
| Ф. И. О.                      | Титул, чин, звание    | Время замещения должности |
| ----------------------------- | --------------------- | ------------------------- |
| Галл Роман Романович          | адмирал               | 21.04.1830—22.04.1836     |
| Сулима Иосиф Иванович         | вице-адмирал          | 22.04.1836—20.04.1842     |
| Траверсе Александр Иванович   | маркиз, контр-адмирал | 20.04.1842—18.02.1850     |
| Боиль Роман Платонович        | вице-адмирал          | 22.03.1850—03.12.1854     |
| Хрущов Степан Петрович        | адмирал               | 24.12.1855—15.11.1857     |
| Глазенап Богдан Александрович | контр-адмирал         | 15.11.1857—1859           |

Гражданский губернатор распоряжался, соответственно, гражданскими делами; выведенный из подчинения Сенату, до создания министерств в 1802 году подчинялся военному губернатору, после — Министерству внутренних дел (сообщение осуществлялось через канцелярию губернатора, созданную в том же году).
| Ф. И. О.                               | Титул, чин, звание                                                       | Время замещения должности |
| -------------------------------------- | ------------------------------------------------------------------------ | ------------------------- |
| Шувалов Иван Максимович                | генерал-лейтенант                                                        | 21.02.1732—08.09.1735     |
| Юрьев Степан Алексеевич                | генерал-поручик                                                          | ??.??.1745—17.10.1763     |
| Глинка Дмитрий Фёдорович               | действительный статский советник                                         | 31.08.1797—31.12.1797     |
| Ахвердов Николай Исаевич               | статский советник                                                        | 31.12.1797—01.09.1798     |
| Муравьёв Назарий Степанович            | действительный статский советник                                         | 05.09.1798—23.02.1799     |
| Мезенцов Иван Фёдорович                | действительный статский советник                                         | 23.02.1799—25.06.1802     |
| Окулов Алексей Матвеевич               | действительный статский советник                                         | 25.06.1802—13.12.1802     |
| Мартьянов Пётр Фёдорович               | вице-губернатор, управляющий губернией, действительный статский советник | 13.12.1802—18.08.1803     |
| Верёвкин Александр Матвеевич           | действительный статский советник                                         | 18.08.1803—19.07.1804     |
| Мартьянов Пётр Фёдорович               | вице-губернатор, управляющий губернией, действительный статский советник | 19.07.1804—19.05.1805     |
| Аш Казимир Иванович                    | барон, действительный статский советник                                  | 19.05.1805—16.02.1807     |
| Перфильев Андрей Яковлевич             | действительный статский советник                                         | 19.02.1807—29.06.1823     |
| Тухачевский Николай Сергеевич          | статский советник                                                        | 19.12.1823—28.03.1824     |
| Ганскау Яков Фёдорович                 | действительный статский советник                                         | 28.03.1824—09.11.1827     |
| Бухарин Иван Яковлевич                 | действительный статский советник                                         | 09.11.1827—22.03.1829     |
| Филимонов Владимир Сергеевич           | действительный статский советник                                         | 22.03.1829—25.10.1831     |
| Огарёв, Илья Иванович                  | действительный статский советник                                         | 29.12.1831—15.04.1837     |
| Рославец Виктор Яковлевич              | действительный статский советник                                         | 13.05.1837—06.07.1837     |
| Хмельницкий Николай Иванович           | действительный статский советник                                         | 06.07.1837—06.11.1837     |
| Муравьёв Александр Николаевич          | статский советник (действительный статский советник)                     | 06.11.1837—07.06.1839     |
| Степанов Платон Викторович             | действительный статский советник                                         | 07.06.1839—09.12.1842     |
| Ножин Михаил Фёдорович                 | вице-губернатор, управляющий губернией, коллежский советник              | 25.12.1842—06.12.1843     |
| Фрибес Викентий Францевич              | действительный статский советник, и. д. (утверждён 30.03.1846)           | 06.12.1843—03.03.1856     |
| Пфеллер Владимир Филиппович            | действительный статский советник                                         | 03.03.1856—23.11.1856     |
| Арандаренко Николай Иванович           | тайный советник, и. д. (утверждён 04.07.1858)                            | 30.11.1856—17.04.1863     |
| Гартинг Николай Мартынович             | действительный статский советник, и. д. (утверждён 19.04.1864)           | 17.04.1863—01.01.1866     |
| Казначеев Алексей Гаврилович           | в звании камер-юнкера (действительный статский советник)                 | 01.01.1866—29.07.1866     |
| Гагарин Сергей Павлович                | князь, действительный статский советник, и. д. (утверждён 01.01.1867)    | 05.08.1866—23.05.1869     |
| Качалов Николай Александрович          | действительный статский советник                                         | 24.05.1869—16.10.1870     |
| Игнатьев Николай Павлович              | действительный статский советник, и. д. (утверждён 30.08.1873)           | 12.06.1871—16.05.1880     |
| Кониар Модест Маврикиевич              | действительный статский советник                                         | 16.05.1880—16.08.1881     |
| Баранов Николай Михайлович             | генерал-майор                                                            | 16.08.1881—27.08.1882     |
| Полторацкий Пётр Алексеевич            | камергер, действительный статский советник                               | 03.09.1882—22.07.1883     |
| Щепкин Николай Павлович                | действительный статский советник                                         | 22.07.1883—20.08.1883     |
| Пащенко Константин Иванович            | действительный статский советник                                         | 20.08.1883—19.12.1885     |
| Голицын Николай Дмитриевич             | князь, действительный статский советник, и. д. (утверждён 30.08.1887)    | 19.12.1885—03.06.1893     |
| Энгельгардт Александр Платонович       | камергер, действительный статский советник                               | 03.06.1893—10.08.1901     |
| Римский-Корсаков Николай Александрович | контр-адмирал                                                            | 17.12.1901—10.05.1904     |
| Бюнтинг Николай Георгиевич             | действительный статский советник                                         | 10.05.1904—08.11.1905     |
| Качалов Николай Николаевич             | действительный статский советник                                         | 08.11.1905—20.10.1907     |
| Сосновский Иван Васильевич             | действительный статский советник                                         | 16.11.1907—05.12.1911     |
| Бибиков Сергей Дмитриевич              | действительный статский советник                                         | 05.12.1911—05.03.1917     |

| Ф. И. О.                         | Титул, чин, звание               | Время замещения должности |
| -------------------------------- | -------------------------------- | ------------------------- |
| Окунев Сергей Петрович           | коллежский советник              | 1784—12.08.1791           |
| Карачинский Иван Яковлевич       | коллежский советник              | 22.09.1792—06.07.1794     |
| Молчанов Иван Андреевич          | действительный статский советник | 08.07.1794—29.01.1797     |
| Бибиков Григорий Мартынович      | коллежский советник              | 30.01.1797—03.08.1798     |
| Тутолмин Николай Иванович        | статский советник                | 19.09.1798—28.08.1802     |
| Мартьянов Пётр Фёдорович         | действительный статский советник | 29.08.1802—23.01.1818     |
| Фан-дер-Флит Тимофей Ефремович   | статский советник                | 23.01.1818—16.07.1821     |
| Тухачевский Николай Сергеевич    | статский советник                | 09.09.1821—19.12.1823     |
| Ковалевский Прокофий Афанасьевич | коллежский советник              | 26.12.1823—26.08.1826     |
| Ранев                            | коллежский советник              | 26.08.1826—16.09.1826     |
| Комаров Николай Иванович         | коллежский советник              | 16.09.1826—03.03.1828     |
| Измайлов Александр Ефимович      | статский советник                | 31.03.1828—22.03.1829     |
| Чуфаров Павел Васильевич         | надворный советник, и. д.        | 22.03.1829—17.06.1832     |
| Евсевьев Александр Николаевич    | действительный статский советник | 17.06.1832—29.06.1835     |
| Юренев Николай Алексеевич        | действительный статский советник | 26.07.1835—08.11.1835     |
| Тукалевский Иосиф Афанасьевич    | статский советник                | 08.11.1835—01.01.1838     |

| Ф. И. О.                            | Титул, чин, звание                                             | Время замещения должности |
| ----------------------------------- | -------------------------------------------------------------- | ------------------------- |
| Соболевский Михаил Павлович         | коллежский советник                                            | 27.03.1838—10.08.1839     |
| Ножин Михаил Фёдорович              | коллежский советник                                            | 10.08.1839—24.04.1845     |
| Сафронов Александр Яковлевич        | надворный советник                                             | 24.04.1845—19.03.1847     |
| Скалон Николай Александрович        | надворный советник                                             | 19.03.1847—03.10.1849     |
| Никифоров Гавриил Макарович         | коллежский советник                                            | 03.10.1849—14.10.1853     |
| Баранович Станислав Михайлович      | действительный статский советник                               | 14.10.1853—15.12.1853     |
| Коноплин Алексей Васильевич         | статский советник                                              | 15.12.1853—01.02.1856     |
| Лерхе Эдуард Васильевич             | коллежский советник                                            | 01.02.1856—15.02.1857     |
| Гренберг Иосиф Иванович             | статский советник                                              | 15.02.1857—06.08.1861     |
| Страховский Михаил Фёдорович        | действительный статский советник, и. д. (утверждён 05.01.1862) | 06.08.1861—05.12.1869     |
| Игнатьев Николай Павлович           | коллежский советник, и. д. (утверждён 09.10.1870)              | 05.12.1869—12.06.1871     |
| Подвысоцкий Александр Осипович      | статский советник                                              | 20.08.1871—05.09.1879     |
| Голицын Николай Дмитриевич          | в звании камер-юнкера, коллежский советник                     | 30.11.1879—14.06.1884     |
| Депрерадович Родион Васильевич      | коллежский советник                                            | 05.07.1884—30.04.1887     |
| Заботкин Александр Степанович       | действительный статский советник                               | 09.06.1887—21.08.1892     |
| Извеков Егор Егорович               | действительный статский советник                               | 15.09.1892—08.02.1897     |
| Островский Дмитрий Николаевич       | статский советник                                              | 21.02.1897—27.03.1898     |
| Горчаков Сергей Дмитриевич          | князь, в должности церемониймейстера, надворный советник       | 15.07.1898—11.12.1900     |
| Лауниц Владимир Фёдорович           | коллежский советник (статский советник)                        | 29.01.1901—28.08.1902     |
| Лилиенфельд-Тоаль Анатолий Павлович | статский советник                                              | 07.10.1902—13.08.1905     |
| Григорьев Дмитрий Дмитриевич        | в звании камер-юнкера, коллежский советник                     | 28.01.1906—26.11.1907     |
| Шидловский Александр Фёдорович      | статский советник                                              | 26.11.1907—27.08.1911     |
| Шильдер-Шульднер Николай Юрьевич    | действительный статский советник                               | 27.08.1911—28.05.1912     |
| Брянчанинов Владимир Николаевич     | коллежский советник                                            | 28.05.1912—1914           |
| Палеолог Борис Николаевич           | статский советник                                              | 1914—1916                 |
| Турбин Сергей Иванович              | статский советник                                              | 1916—1917                 |

В советское время управление осуществлялось губисполкомом. Председателем в указанное время являлись: Яков Андреевич Тимме, Степан Кузьмич Попов.